# Abbaye du Betton
L'abbaye du Betton située dans la commune de Betton-Bettonet, en Savoie, est un monastère de moniales cisterciennes. Elle fut fondée en 1133, en même temps que son abbaye de tutelle masculine de Tamié.

## Localisation et toponymie
L'abbaye est située dans la petite vallée du Gelon, parallèle à la combe de Savoie ; plus précisément, elle est implantée à la limite entre les pentes de la crête de Montraillant et le val Gelon (en rive gauche), sur la commune de Betton-Bettonet.
À ses débuts, l'abbaye était nommée Bitumen.

## Histoire

### Fondation
L'abbaye fut fondée en 1132 ou 1133 (moins vraisemblablement en 1153) pour héberger les sœurs et les mères de jeunes gens partis se faire moines à Tamié, et qui désiraient également se consacrer à la vie monastique. Il semble que des moniales de Bonnecombe, à Izeaux, soient venues prêter main-forte à cette fondation. Il s'agit d'un très ancien site religieux avec primitivement une église qui dépendait du prieuré bénédictin de La Trinité. 
En revanche, il semble que l'érection du prieuré en abbaye ne date que de la fin du XIIe siècle ou du début du XIIIe siècle, entre 1193 et 1225,. Le prieuré est placé sous le vocable de Notre Dame.
La première abbesse est la mère de Pierre II, abbé de Tamié, de la famille de Romestang, et se nomme Saintebourge. Son unique fille Friburge est également religieuse à l'abbaye.

### Moyen Âge

#### Développement
L'abbaye croît rapidement et se développe au point d'essaimer. Sa première fondation est une refondation : l'abbaye bénédictine de Bonlieu, alors implantée à Chilly, cherche une nouvelle localisation après des inondations catastrophiques, et cherche également un changement d'ordre monastique. Elle s'établit dans l'actuelle commune haut-savoyarde de Sallenôves et opte pour l'ordre cistercien, sous la filiation du Betton. La première prieure, envoyée du Betton, se nomme Algarde.
Certains comptent aussi l'abbaye des Ayes, située à Crolles, dans la filiation du Betton (d'autres la plaçant dans la filiation de l'abbaye iséroise du Val-de-Bressieux (située à Saint-Pierre-de-Bressieux) ou directement de Tamié. Enfin, l'abbaye de Bons (dans la commune de Chazey-Bons), près de Belley, est aussi une fondation du Betton.
La dot que les religieuses de chœur, d'origine noble, apportaient en entrant en religion, constituait une partie du revenu de la communauté, qui vivait par ailleurs de droits seigneuriaux (dîme sur de nombreuses paroisses avoisinantes) et de la mise en valeur de terrains, vignobles, alpages, offerts par de grandes familles comme les Miolans ou les Montmayeur.

#### Prospérité économique
La prospérité matérielle de l'abbaye s'affirme également. En 1183, elle possède trois granges et des terres dans de nombreux villages des environs, à travers toute la combe de Savoie jusqu'à Montmélian au sud et jusqu'en Tarentaise au nord, mais aussi dans le massif des Bauges. En 1195, le comte de Savoie, Thomas Ier, lui donne tout ce qu'il possède dans le Val de Suse.

#### Nécropole de Montmayeur
Les nobles de la maison de Montmayeur, dont le château est situé sur les crêtes de Montraillant qui dominent l'abbaye, décident de la protéger et de la doter en échange d'une sépulture dans l'édifice. Gaspard de Montmayeur obtient au XVe siècle de l'abbesse la permission de construire dans l'abbatiale une chapelle dédiée à Saint Jean Baptiste et d'en faire la chapelle funéraire de sa famille. Ce dernier, mort de la peste au cours d'une campagne en Italie, est inhumé dans la chapelle en 1483.
Amédée IV, comte de Savoie, cherche également à s'y faire enterrer, et veut tellement qu'on y prie pour le repos de son âme qu'il force sa fille Béatrice à se faire religieuse au Betton pour prier pour lui. Mais une double désobéissance à ses volontés intervient à sa mort : il est enterré, contre sa volonté mais suivant la tradition propre à la maison de Savoie, dans la chapelle des princes de l'abbaye d'Hautecombe, et Béatrice refuse de devenir religieuse : elle épouse Pierre de Châlons.

### Le déclin de l'abbaye
L'abbaye obtient moins de vocations à partir du XVIe siècle. La cause en est le moindre attrait pour la vie monastique à la fin du Moyen Âge, le désintérêt pour les cisterciens au profit des ordres mendiants, et surtout l'instauration, ici comme dans l'immense majorité des abbayes européennes, du régime de la commende : l'abbesse n'est plus une religieuse élue, mais une noble choisie par le suzerain local (et, en France, à partir du concordat de Bologne, en 1516, directement par le roi), en l'occurrence le duc ou la duchesse de Savoie.
En outre, les guerres incessantes entre la France, la Savoie et le Dauphiné au XVIe siècle, suivies des guerres de Religion, provoquent des dégâts irrémédiables. En juillet 1597, les « Français » du huguenot Lesdiguières pillent l'église, molestent les sœurs, brûlent les archives et abattent la toiture qui avait peu auparavant (1571) été refaite. Les sœurs reviennent dès 1604 et recrutent désormais des jeunes filles moins fortunées en abaissant le montant de la dot. L'église et les bâtiments abbatiaux sont restaurés. Mais ces religieuses, qui jouissent désormais d'une règle moins stricte et de conditions matérielles plus confortables, sont attirées par la vie séculière, les mœurs se relâchent. Un souterrain, détruit en 1724 sur ordre de l'abbé de Tamié, leur aurait permis de franchir le mur de clôture.
François-Nicolas de la Forest de Somont est un des abbés commanditaires de Tamié. Il parvient à faire nommer sa sœur Françoise abbesse du Betton, qui y reste en place du 1er avril 1574 au 15 avril 1593. La réforme trappiste contre laquelle il s'était fortement élevé l'ayant finalement convaincu, il l'instaure à Tamié ; au Betton, à défaut de pouvoir l'instaurer, il lutte de toutes ses forces pour faire respecter le bref « In suprema » d'Alexandre VII qui tente de faire respecter aux cisterciens leur règle originelle. L'élection de l'abbesse y est par exemple ré-instaurée. À l'occasion de l'élection de celle qui doit succéder à sa sœur, on apprend que le Betton ne compte en 1693 que quatorze religieuses.

### Reconstruction auXVIIesiècle
Les bâtiments sont reconstruits au XVIIe siècle. Le fronton des bâtiments subsistants aujourd’hui porte la date de 1658. La reconstruction de l'église commence quant à elle le 24 août 1716.
En 1678, l'abbaye compte dix religieuses ; en 1753, dix-neuf. Après 650 ans d'existence, l'abbaye est déclarée bien national à la Révolution, les religieuses définitivement expulsées et le domaine vendu à des particuliers.

### Après la Révolution

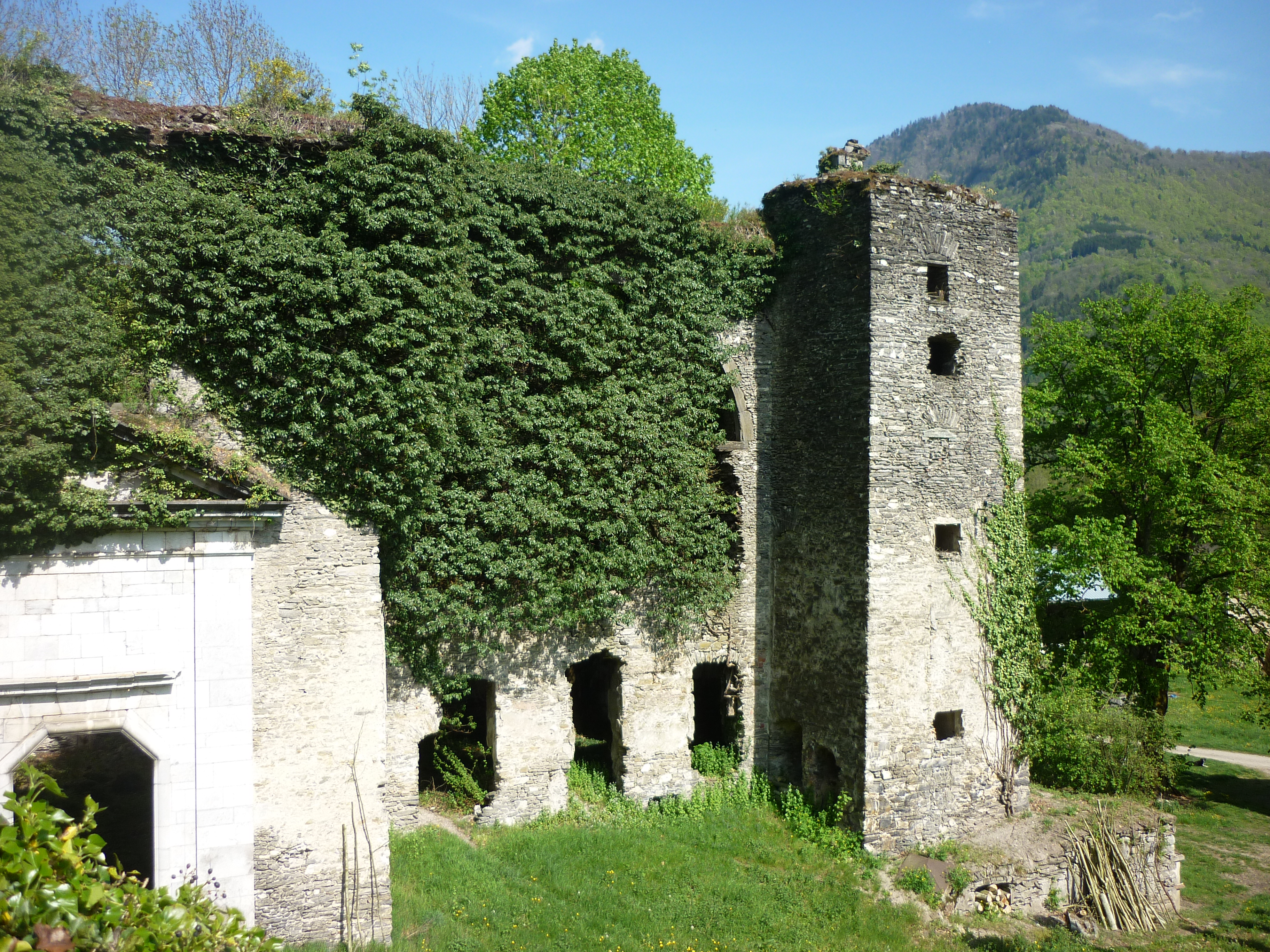
L'église en ruines de l'abbaye du Betton.

Pendant la période révolutionnaire et impériale, l'abbaye est sécularisée : les moniales sont chassées, les bâtiments sont reconvertis en asile en 1828, puis en usine de tissage, dont l'activité s'exerce notamment sur la filature de la soie,.
Le 16 février 1827, les bâtiments sont acquis par le Conseil général de Charité de Chambéry (acte confirmé par lettres royales du 6 mars de la même année), afin d'en faire un « hospice d'aliénés », recueillant, pour les soigner, les aliénés de tout le Duché . Celui-ci ouvre le 1er juillet 1828 ; il est géré par les sœurs de Saint Vincent de Paul, qui y soignent de nombreux malades. Malgré l'éloignement du lieu, le Conseil général de Charité de Chambéry rachète une partie des bâtiments puis, grâce à la générosité du général comte Benoît de Boigne, membre du Conseil, la totalité du domaine et le site accueille ses premiers pensionnaires (12 femmes pour commencer). L'asile fonctionnera jusqu'en 1858, sous la responsabilité des docteurs Mollard, puis Dianand et surtout Duclos, ces deux derniers  contracteront le paludisme, et enfin le Dr Fournier, natif de Châteauneuf. L'asile sera transféré à Bassens à cause de son éloignement de Chambéry, de l'incommodité des bâtiments et de l'insalubrité des marécages environnants avant que le Gelon ne soit canalisé,.
En 1872, un soyeux de Lyon, M. Payen y fonde une filature où travaillent jusqu'à 250 ouvrières et apprenties, âgées d'au moins treize ans et provenant des villages voisins et du Piémont. Elles sont encadrées par un aumônier, neuf Filles de la charité de Saint-Vincent-de-Paul et un directeur. Elles travaillent douze heures par jour pour un salaire de 125 francs annuels (pour les ouvrières). On filait là jusqu'à 13 200 kilogrammes de soie par an à  partir des cocons de vers à soie élevés dans toute la région. Entre 1870 et 1875, sont recensés de 450 à 500 « éducateurs » de vers à soie en Combe de Savoie où les plantations de mûriers avaient commencé dès la fin du XVIe siècle. Mais la production est concurrencée par les soies du Piémont, les mûriers font place aux arbres fruitiers. Les bâtiments sont vendus à des cultivateurs successifs et conservent aujourd'hui cette vocation de bâtiments agricoles.
L'ancienne abbaye du Betton tombe quant à elle peu à peu en ruines. 

## Abbesses
La liste des abbesses du Betton repose sur l'obituaire et les travaux de Melville Glover (1885).
prieures
- vers 1132 : fondation, moniales de Saint-Paul-d'Izeaux, menée par la mère et la sœur de Pierre de Tarentaise, abbé de Tamié[27].
- 1193 : Dame Marthe[27].

abbesses
- 1220, 1225 : Dame de Villette, première abbesse[27].
- 1270 : Dame Marguerite de Miolans
- 1273 : Dame Vuillielmine de Villette
- 1293 : Dame Béatrice
- 1310-1315 : Dame Eygline de Villette
- 1370 : Dame Catherine de Villette
- 1376 : Dame Antonie de Miolans
- 1414, sacrée 1416 : Dame Alise de Cuînes
- 1448 : Dame Audizié Portier
- 1454, 1458 : Dame Catherine de Montfalcon
- 1501 : Dame Clauda de Luyriac
- 1509 : Dame de Brandis
- 1525, †1529 : Dame Amédée de Verdun
- 1552, †1558 : Dame Béatrice de Verdun
- 1559 (élue) : Dame Jeanne de la Ravoire
- 1559, 1595 : Dame Sébastienne de La Chambre (Seyssel)
- … : Dame Philiberte de La Chambre (Seyssel)
- 1598, 1623 : Dame Anne de Commier de Saint-Agnès
- 1625 : Dame Françoise Favier et dame de Montfalcon, toutes deux abbesses
- 1626 : Dame Louise de Montfalcon
- 1627, 1649 : Dame Françoise Favier
- 1654, 1672 : Dame Jeanne Delay d'Ecrucilieu
- 1674 (élue), 1681 : Dame Françoise-Marie de la Forest de Saumont/de Sommont
- 1693 (élue) — † 1716 : Dame Marguerite-Lucas d'Alléry
- 1717 (élue) — 1723 : Dame Marie de Menthon du Mareste
- 1725 (élue) — 1752 : Dame Marguerite de Gruel du Villard
- 1753 (élue) : Dame Marie de Veigy de l'Epigny, âgée de 85 ans
- 1761-1792 : Dame Marie-Anne Chollet du Bourget